# Cinco agregados
No budismo, os agregados (em sânscrito, skandha, em Pali,khandha) são os aspectos que constituem o ser senciente. Buda afirma que nenhum deles pode ser considerado como "eu" ou "meu". 
Na tradição Theravada, o sofrimento tem origem no apego aos agregados, sendo o desapego aos mesmos a chave para a libertação do sofrimento. 
A tradição Maaiana afirma que a iluminação se dá pela profunda observação desses agregados, dando a notar sua natureza vazia de existência. 

## Descrição dos agregados
1. Forma material (rupa): compreende tudo o que denominamos "matéria". Desde modo, estão incluídos no agregado o corpo físico e o mundo exterior, bem como os órgãos de sentido.
2. Sensação(vedana): incluem-se neste grupo as sensações oriundas dos órgãos de sentido. Elas podem ser prazerosas, desagradáveis ou neutras.
3. Percepção (sañña): relativo ao reconhecimento e identificação de um objeto com base nas sensações.
4. Formação mental(sankhara): todos os tipos de hábitos mentais, pensamentos, ideias, opiniões, preconceitos, compulsões e decisões.
5. Consciência (viññana): é a resposta ou reação dos órgãos de sentido diante de um objeto. Como exemplo, a consciência auditiva compreende o ouvido como base e o som como objeto. [2][3]

A combinação desses cinco agregados é tradicionalmente usadas para descrever o "eu" e sua formação, embora observações mais sutis mostrem que esta visão bastante difundida pode ser uma aproximação mais grosseira do que o Buddha quis transmitir ao ensinar os cinco Khandas.
Na tradição Mahayana cada agregado corresponde a um dos Cinco Budas da Meditação, que dissipa a ilusão correspondente ao agregado.